# Piąta generacja
Piąta generacja są to twórcy chińskiego kina, którzy jako pierwsi po rewolucji kulturalnej podjęli studia na wydziale filmowym, tj. w 1978 roku i zakończyli w 1982.
Należą do niej:
- reżyserzy:
  - Chen Kaige (陈凯歌)
  - Tian Zhuangzhuang (田壮壮)
  - Wu Ziniu (吴子牛)
  - Zhang Junzhao (张军钊)
  - Zhang Jianya (张建亚)
  - Xia Gang (夏刚)
  - Li Shaohong (李少红)
  - Hu Mei (胡玫)

- operatorzy:
  - Zhang Yimou (张艺谋)
  - Zhang Huijun (张会军)
  - Xie Xiaojin (谢小晶)
  - Mu Deyuan (穆德远)
  - Gu Changwei (顾长卫)
  - Xiao Feng (肖风)
  - Hou Yong (侯咏)
  - Lü Le (吕乐)